# Ma pháp thiếu nữ
Mahō shōjo (魔法少女 Ma pháp thiếu nữ) là một thể loại nhánh của manga và anime.

Wikipe-tan trong trang phục phù thủy

Những truyện thuộc thể loại mahō shōjo nổi tiếng nhất mô tả về những thiếu nữ, với năng lực siêu nhiên, những người này buộc phải chiến đấu chống lại quỷ dữ và bảo vệ Trái Đất và thường tiến hành một sứ mệnh bí mật, mặc dù nó chỉ đề cập đến những cô gái trẻ theo một âm mưu liên quan đến ma thuật và biến đổi hình dạng (như Full Moon wo Sagashite). Theo tiếng Nhật là majokko (魔女っ子, majokko?), nghĩa là "cô gái phù thủy", "thiếu nữ ma pháp", ... Dù cụm từ này thường không được dùng để chỉ anime về mahō shōjo hiện đại. Hầu hết mọi người đều cho rằng Cô phù thủy Sally (Mahoutsukai Sally) năm 1966 là anime mahō shōjo đầu tiên.
Mahō shōnen, phiên bản "nam giới" của mahō shōjo hiếm hơn nhưng dễ nhận biết hơn vì chúng được thiết kế theo những quy tắc tương tự nhau (như D.N.Angel). Một mahō shōjo không nên bị lẫn với "miêu nữ" nekomimi hay magical girlfriend. Đôi khi các loại nhân vật của mahō shōjo và nekomimi bị lẫn với nhau; một mahō shōjo có thể có tai mèo hay đuôi như là một phần trang phục của cô ta hay một nekomimi cũng có thể có một vài loại năng lực pháp thuật. Ví dụ của loại này là Tokyo Mew Mew và Hyper Police. Một cô gái huyền bí và bạn gái huyền bí thường khác nhau ở chỗ các bạn gái huyền bí không phải là nhân vật chính.